# Serventes de Maria
|  | Per a altres significats, vegeu «Serventes de Maria (Santucce)». |

L'Orde de les Serventes de Maria, també anomenada de les Monges Servites, en llatí Ordo Servarum Beatae Virginis Mariae, és un institut de vida consagrada, concretament un orde mendicant femení, branca femenina monàstica de l'Orde dels Servents de Maria. Les seves membres, monges de vots religiosos solemnes, posposen al seu nom les sigles O.S.M..

## Història
Els monestirs femenins que seguien la regla dels servites començaren a donar-se al final del segle xiii i començament del XIV; l'orde masculí havia estat fundat cap a l'any 1233, però no va començar a ésser coneguda fins a partir del 1245. A imitació seva, alguns grups de dones es retiraven a cases particulars a viure, sense prendre els vots, segons el carisma de l'orde. Eren, de fet, un tercer orde de laiques que feien una vida comunitària. Una d'aquestes dones, qui habitualment es considera fundadora de les servites, va ser Giuliana Falconieri, una de les primeres sorores de Florència, que va formar una comunitat a casa seva, propera a la plaça de la Santissima Annunziata. Altres comunitats similars es formaren durant el segle xv, però no eren comunitats monàstiques de religioses, sinó beateris de dones laiques que hi feien vots privats, com les Pobres dels Servents de Maria (Perugia, 1255), S. Maria delle Grazie di sant'Angelo in Vado (1256) o Colònia (Alemanya, ca. 1260).

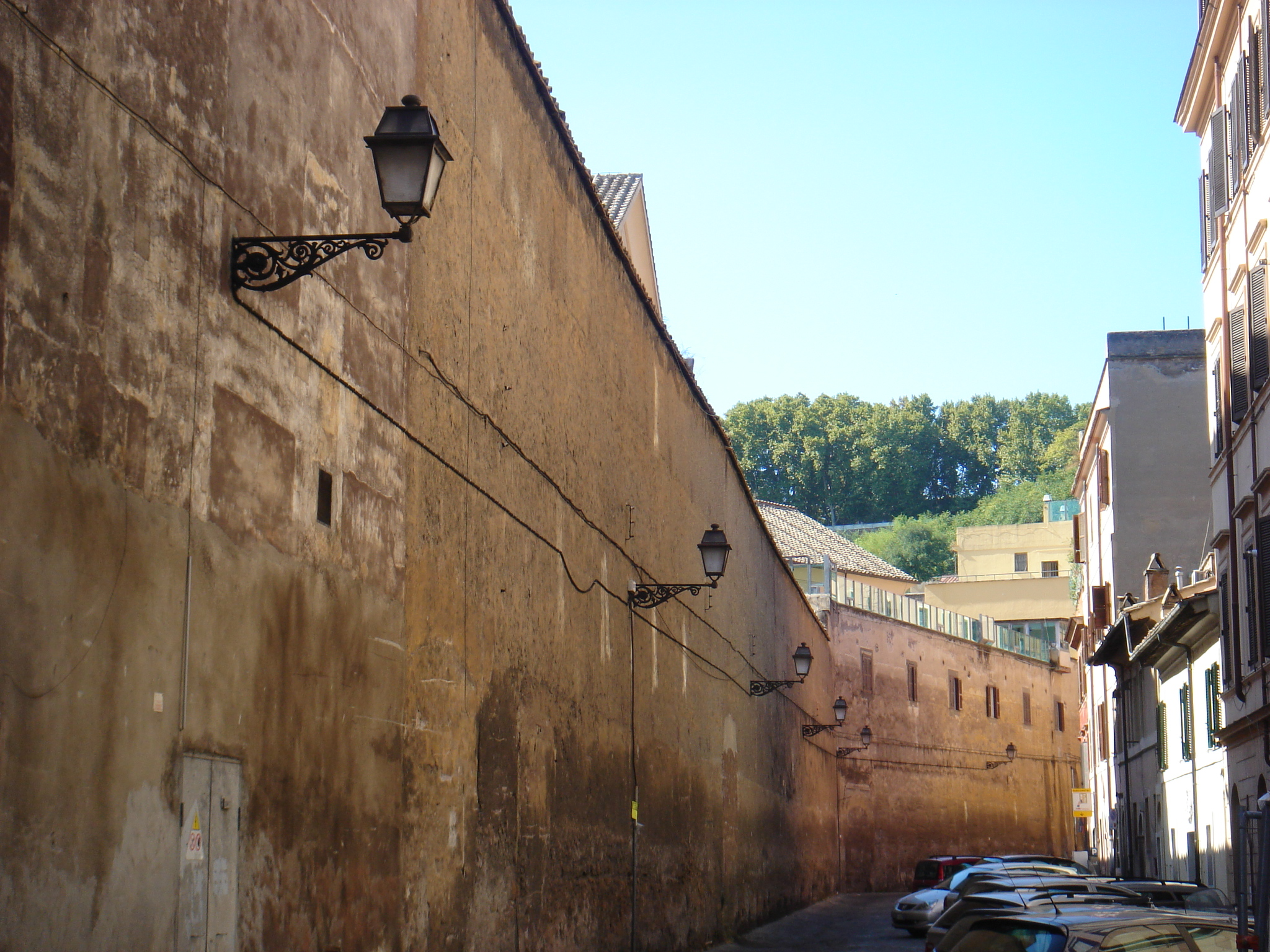
Via delle Mantellate, a Roma, amb el monestir de monges servites

Cap al segle xvi es van començar a distingir monestirs de clausura amb monges que hi feien vots solemnes (Moniales, Sanctimoniales, segon orde) de les germanes o sorores, del tercer orde regular, amb vots simples. Les monges, jurídicament, estaven sota la jurisdicció dels Servents de Maria, que només tenien un cert control i direcció espiritual de les comunitats de germanes, autònomes.

### Primeres comunitats de monges
Les primeres comunitats servites de monges de clausura semblen fundades per sant Filippo Benizi, a qui la tradició atribueix la fundació d'un monestir a Todi cap al 1285, amb les monges Elena i Flora, però no se sap del cert de quin tipus era en aquell moment. A partir del 1300, abunden els monestirs per a germanes terciàries regulars. Monestirs de clausura amb monges, se'n coneixen el de Siena, almenys des del temps de la beata Gemmina Bonsignori Piccolomini, i el de Sagunt, fundat en 1376. Les primeres constitucions per a monges servites conegudes són del 1497, però és una còpia d'unes constitucions més antigues que podrien ésser del segle xiii, ja que reprodueix la regla de l'orde masculina adaptant-la als monestirs femenins. El primer cop que a la regla dels servites s'esmenten les monges és el 1556, quan fa referència al "confessor de les monges", anomenat corrector.
En 1440 es funda el monestir d'Ughisolii a Tortona, i alguns pocs fora d'Itàlia, ja que la majoria de comunitats femenines eren del tercer orde regular. A partir del segle xvi hi ha monestirs com els de la SS. Annunziata de Todi (1561), el del Peu de la Creu de València (1566), Mislata (1598), Madrid (1608), Venècia (1677), Múnic (1715) o Roma (1803).
Les constitucions es van revisar, principalment per Angelo M. Bernardi en 1638. Una reforma de l'orde femení es donà al monestir de Santa Maria delle Grazie de Burano, amb constituciona pròpies de 1648.

## Actualitat i difusió
Les monges s'organitzen en comunitats autònomes dirigides per una priora i que formen una federació de monestirs. En acabar 2005, l'orde comptava amb 150 monges i 16 cases.
A més, hi ha congregacions de germanes de vots simples que segueixen el carisma servita i es dediquen a l'apostolat actiu, com les Germanes Serventes de Maria Santíssima dels Dolors (Florència, 1854) o les Mantellate Serve di Maria (Pistoia, 1861).